# Silvano Baresi (architetto)
Silvano Baresi (o Silvano Barich) (Castelnuovo d'Istria, 18 maggio 1884 – Grado, 1º febbraio 1958) è stato un architetto italiano.

## Biografia
Silvano Baresi si trasferisce fin da giovane a Gorizia, con la sua famiglia, poiché il padre Luigi è chiamato a lavorare come mastro muratore nel cantiere della scuola "Elisa Frinta" di via Codelli. Si diploma alla Ober-Realschule di Gorizia nel 1903 e successivamente si iscrive al Politecnico di Vienna, dove entra in contatto con l'ambiente della Secessione, Olbrich, Ohmann, e diventa allievo di Max Fabiani.
Si laurea nel 1908 e in seguito ritorna a Gorizia, per iniziare a lavorare come ingegnere nell'Ufficio Edile Municipale.
Tra i suoi primi lavori vi è la progettazione della scuola Pitteri (1908). Dal 1909, in seguito al matrimonio con Maria Mercede Orzan, figlia del suo mecenate durante gli studi viennesi, si trasferisce a Grado. La sua carriera di progettista si sviluppa a Gorizia e nel territorio isontino, inizialmente richiamando gli stilemi dell'eclettismo veneto e lombardo, come nella casa Giusto Obizzi in via Rismondo 3 a Gorizia (1909), e successivamente inserendo elementi di gusto viennese, come nelle case in Corso Italia 150 e 45 a Gorizia. Nel 1909 naasce il figlio Mario. In questi anni Grado si stava sviluppando come stazione turistico balneare e luogo di cura, e dal 1910 vengono affidate a Baresi le progettazioni, mai realizzate, degli stabilimenti balneari e del casino di cura.
Tra il 1911 e il 1924 segue la costruzione della basilica e del convento dell'isola di Barbana a Grado, indirizzando le forme verso un eclettismo che coinvolge elementi della tradizione romanica con tendenze baroccheggianti, wagneriane e decorazioni liberty. Sulla stessa linea si collocano la villa Reale (1912) e la villa Baresi a Grado (1912), il Caffè Riviera di Grado (1913).